# Denyse Benoît
 (janvier 2021).
La mise en forme du texte ne suit pas les recommandations de Wikipédia : il faut le « wikifier ».
Les points d'amélioration suivants sont les cas les plus fréquents. Le détail des points à revoir est peut-être précisé sur la page de discussion.
- Les titres sont pré-formatés par le logiciel. Ils ne sont ni en capitales, ni en gras.
- Le texte ne doit pas être écrit en capitales (les noms de famille non plus), ni en gras, ni en italique, ni en « petit »…
- Le gras n'est utilisé que pour surligner le titre de l'article dans l'introduction, une seule fois.
- L'italique est rarement utilisé : mots en langue étrangère, titres d'œuvres, noms de bateaux, etc.
- Les citations ne sont pas en italique mais en corps de texte normal. Elles sont entourées par des guillemets français : « et ».
- Les listes à puces sont à éviter, des paragraphes rédigés étant largement préférés. Les tableaux sont à réserver à la présentation de données structurées (résultats, etc.).
- Les appels de note de bas de page (petits chiffres en exposant, introduits par l'outil «  Source ») sont à placer entre la fin de phrase et le point final[comme ça].
- Les liens internes (vers d'autres articles de Wikipédia) sont à choisir avec parcimonie. Créez des liens vers des articles approfondissant le sujet. Les termes génériques sans rapport avec le sujet sont à éviter, ainsi que les répétitions de liens vers un même terme.
- Les liens externes sont à placer uniquement dans une section « Liens externes », à la fin de l'article. Ces liens sont à choisir avec parcimonie suivant les règles définies. Si un lien sert de source à l'article, son insertion dans le texte est à faire par les notes de bas de page.
- La présentation des références doit suivre les conventions bibliographiques. Il est recommandé d'utiliser les modèles {{Ouvrage}}, {{Chapitre}}, {{Article}}, {{Lien web}} et/ou {{Bibliographie}}. Le mode d'édition visuel peut mettre en forme automatiquement les références.
- Insérer une infobox (cadre d'informations à droite) n'est pas obligatoire pour parachever la mise en page.

Pour une aide détaillée, merci de consulter Aide:Wikification.
Si vous pensez que ces points ont été résolus, vous pouvez retirer ce bandeau et améliorer la mise en forme d'un autre article.
Pour les articles homonymes, voir Benoît.
Cet article possède un paronyme, voir Denise Benoît.
Denyse Benoît, également créditée sous le nom de Denise Benoit, est une réalisatrice, scénariste et actrice québécoise, née en 1949 à Sainte-Dorothée, à Laval (Canada),.

## Biographie
Plusieurs classiques du cinéma québécois des années 1980 lui sont dus, notamment  La Crue (1977), La Belle Apparence (1979) et Le Dernier Havre (1986,).
Plus récemment, elle a coécrit Station Nord avec Daniel Morin. Denyse Benoit fait des études à l'école des beaux-arts de Montréal en 1966-68. Elle étudie ensuite à l'Institut des arts de diffusion en Belgique d’où elle sort diplômée.
En Europe, elle participe à plusieurs stages dont celui d'assistante de mise en scène avec Catherine Dasté à Paris.
De retour au Québec, elle enseigne l'art dramatique et fait de l'animation culturelle pour gagner sa vie. Durant cette période, elle écrit ses premiers scénarios. Luce Guilbeault réalise un documentaire sur elle et sa démarche d'auteur (ONF),. En 1974, Denyse produit, scénarise et réalise son court métrage "Un instant près d'elle". Avec les moyens du bord, Denyse produit, scénarise et réalise ''La Crue" et ''La Belle Apparence", grâce à l'aide artisanale de l'ONF.
Un documentaire en 1975 de Luce Guilbeault sur Denyse Benoît est intitulé Denyse Benoît, comédienne.
De 1980 à 1985, Denyse écrit plusieurs scénarios. C'est en 1986 qu'elle réalise '' Le Dernier Havre"" avec l'ACPAV. En 1991, elle produit et réalise un docu-drama à compte d'auteur ''Two Thieves". Pendant plusieurs années, Denyse s'est battue pour avoir de l'aide à l'écriture et à la réalisation d'autres films.
En 2003, elle réalise un long métrage en super8 ''Le Secret de Cynthia". Depuis 2004, Denyse Benoit se consacre à l'écriture et à la mosaïque.